# David Puttnam
Lord David Terence Puttnam, I barone Puttnam (Londra, 25 febbraio 1941), è un produttore cinematografico britannico.
Ha prodotto numerosi film importanti per l'industria cinematografica britannica tra la seconda metà degli anni settanta e la prima metà degli anni ottanta, come Piccoli gangsters (1976), I duellanti (1977), Fuga di mezzanotte (1978), Momenti di gloria (1981), con il quale ha vinto l'Oscar, Urla del silenzio (1984) e Mission (1986).
Lo stesso anno è diventato presidente e CEO della Columbia Pictures, il primo non statunitense a ricoprire queste cariche per una major; il suo mandato, durato appena 13 mesi, è stato caratterizzato soprattutto da una politica produttiva in netta controtendenza a quella di Hollywood (Puttnam si schierò contro i salari da lui definiti "esorbitanti" concessi a star e registi, cercando inoltre di allontanare lo studio dai blockbuster e avvicinarlo al cinema d'autore europeo del periodo) e da risultati alterni.
Tornato nel Regno Unito e conclusa la sua carriera, si è dedicato alla politica ed è stato il consigliere del poi Primo Ministro Tony Blair, anche se se n'è distaccato in seguito alla guerra in Iraq. Nel 1997 ha ricevuto il titolo nobiliare di Barone di Queensgate e la parìa a vita per il Partito Laburista.

## Filmografia

### Produttore
- Come sposare la compagna di banco e farla in barba alla maestra (Melody), regia di Waris Hussein (1971)
- Il pifferaio di Hamelin (The Pied Piper), regia di Jacques Demy (1972)
- That'll Be the Day, regia di Claude Whatham (1973)
- Swastika, regia di Philippe Mora – documentario (1973)
- Alfa e omega, il principio della fine (The Final Programme), regia di Robert Fuest (1973) – produttore esecutivo
- La perdizione (Mahler), regia di Ken Russell (1974) – produttore esecutivo
- Stardust: Una stella nella polvere (Stardust), regia di Michael Apted (1974)
- Brother, Can You Spare a Dime?, regia di Philippe Mora – documentario (1975)
- Lisztomania, regia di Ken Russell (1975)
- The Memory of Justice, regia di Marcel Ophüls – documentario (1976)
- Piccoli gangsters (Bugsy Malone), regia di Alan Parker (1976) – produttore esecutivo
- I duellanti (The Duellists), regia di Ridley Scott (1977)
- Fuga di mezzanotte (Midnight Run), regia di Alan Parker (1978)
- A donne con gli amici (Foxes), regia di Adrian Lyne (1980)
- Momenti di gloria (Chariots of Fire), regia di Hugh Hudson (1981)
- Local Hero, regia di Bill Forsyth (1983)
- Cal, regia di Pat O'Connor (1984)
- Urla del silenzio (The Killing Fields), regia di Roland Joffé (1984)
- Mission (The Mission), regia di Roland Joffé (1986)
- Memphis Belle, regia di Michael Caton-Jones (1990)
- La venere nera (The Josephine Baker Story), regia di Brian Gibson – film TV (1991) – produttore esecutivo
- A bruciapelo - La vita di James Brady (Without Warning: The James Brady Story), regia di Michael Toshiyuki Uno – film TV (1991) – produttore esecutivo
- Tentazione di Venere (Meeting Venus), regia di István Szabó (1991)
- Le cinque vite di Hector (Being Human), regia di Bill Forsyth (1994)
- La guerra dei bottoni (War of the Buttons), regia di John Roberts (1994)
- Il fuoco della resistenza - La vera storia di Chico Mendes (The Burning Season), regia di John Frankenheimer – film TV (1994) – produttore esecutivo
- Il confessionale (Le Confessionnal), regia di Robert Lepage (1995)
- La mia vita fino ad oggi (My Life So Far), regia di Hugh Hudson (1999)

### Altro
Nonostante sia stato allontanato prima ancora che la quasi totalità di questi fossero distribuiti, Puttnam ha dato semaforo verde allo sviluppo o all'acquisizione di diversi nuovi film durante la sua presidenza alla Columbia Pictures (1986-1987), tra cui quelli elencati di seguito in ordine alfabetico:
- Anni '40 (Hope and Glory), regia di John Boorman (1987)
- Aule turbolente (School Daze), regia di Spike Lee (1988)
- Le avventure del barone di Munchausen (The Adventures of Baron Munchausen), regia di Terry Gilliam (1988)
- Le avventure di Milo e Otis (Koneko monogatari), regia di Masanori Hata (1989)
- Big Easy - Brivido seducente (The Big Easy), regia di Jim McBride (1986)
- Chi protegge il testimone (Someone to Watch Over Me), regia di Ridley Scott (1987)
- Le cose cambiano (Things Change), regia di David Mamet (1988)
- Una donna tutta particolare (Housekeeping), regia di Bill Forsyth (1987)
- Un gentleman a New York (Stars and Bars), regia di Pat O'Connor (1988)
- Il grande odio (A Time of Destiny), regia di Gregory Nava (1988)
- Il grande regista (The Big Picture), regia di Christopher Guest (1989)
- Lei, io e lui (Ich und Er), regia di Doris Dörrie (1988)
- I maledetti di Broadway (Bloodhounds of Broadway), regia di Howard Brookner (1989)
- Mangia una tazza di tè (Eat a Bowl of Tea), regia di Wayne Wang (1989)
- Misfatto bianco (White Mischief), regia di Michael Radford (1987)
- La notte dei maghi (Hanussen), regia di István Szabó (1988)
- Un prete da uccidere (To Kill a Priest), regia di Agnieszka Holland (1988)
- Pulse - Scossa mortale (Pulse), regia di Paul Golding (1988)
- Le ragazze della Terra sono facili (Earth Girls Are Easy), regia di Julien Temple (1989) – venduto alla Vestron dopo le dimissioni di Puttnam
- Il sogno del mare - Rocket Gibraltar (Rocket Gibraltar), regia di Daniel Petrie (1988)
- Il tempo dei gitani (Dom za vešanje), regia di Emir Kusturica (1988)
- L'ultimo imperatore (The Last Emperor), regia di Bernardo Bertolucci (1987)
- Zelly ed io (Zelly and Me), regia di Tina Rathborne (1988)

Ha anche approvato la produzione di film il cui sviluppo aveva ereditato dalla gestione precedente:
- Belva di guerra (The Beast), regia di Kevin Reynolds (1988)
- Il corpo del reato (Physical Evidence),regia di Michael Crichton (1989)
- Leonard salverà il mondo (Leonard Part 6), regia di Paul Weiland (1987)
- Nikita - Spie senza volto (Little Nikita), regia di Richard Benjamin (1989)
- Le nuove avventure di Pippi Calzelunghe (The New Adventures of Pippi Longstocking), regia di Ken Annakin (1988)
- Old Gringo - Il vecchio gringo (Old Gringo), regia di Luis Puenzo (1989)
- Il segreto della piramide d'oro (Vibes), regia di Ken Kwapis (1989)
- L'ultima battuta (Punchline), regia di David Seltzer (1987)
- Verdetto finale (True Believer), regia di Joseph Ruben (1989)
- Vice Versa - Due vite scambiate (Vice Versa), regia di Brian Gilbert (1988)

## Riconoscimenti

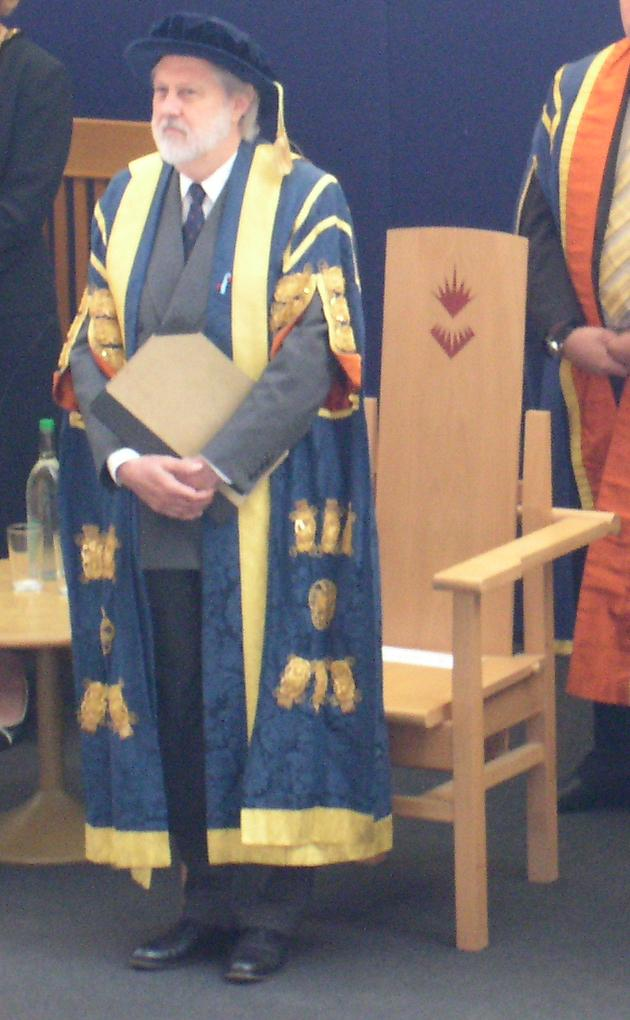
Lord Puttnam presso l'Università di Sunderland, di cui è stato rettore dal 1997 al 2007, data in cui è subentrato a Betty Boothroyd in qualità di rettore della Open University.

### Premi
- Premi Oscar
  - 1979 – Candidatura al miglior film per Fuga di mezzanotte
  - 1982 – Miglior film per Momenti di gloria
  - 1985 – Candidatura al miglior film per Urla del silenzio
  - 1987 – Candidatura al miglior film per Mission
- Premi BAFTA
  - 1982 – Miglior film per Momenti di gloria
  - 1982 – Premio Michael Balcon per Momenti di gloria
  - 1984 – Candidatura al miglior film per Local Hero
  - 1985 – Miglior film per Urla del silenzio
  - 1987 – Candidatura al miglior film per Mission
  - 2006 – BAFTA Fellowship
- David di Donatello
  - 1985 – Miglior produttore straniero per Urla del silenzio
  - 1987 – Miglior produttore straniero per Mission
- Premi Emmy
  - 1991 – Candidatura al miglior speciale commedia/drammatico o miniserie televisiva per La venere nera
  - 1992 – Candidatura al miglior film per la televisione per A bruciapelo - La vita di James Brady
  - 1995 – Candidatura al miglior film per la televisione per Il fuoco della resistenza - La vera storia di Chico Mendes